# Syngria versilinea
Syngria versilinea är en fjärilsart som beskrevs av Paul Dognin 1913. Syngria versilinea ingår i släktet Syngria och familjen Uraniidae. Inga underarter finns listade i Catalogue of Life.